# Käbschütztal
Käbschütztal è un comune di 2.900 abitanti della Sassonia, in Germania.
Appartiene al circondario (Landkreis) di Meißen (targa MEI).